# Santa Ana, Puebla
Santa Ana är en ort i Mexiko.   Den ligger i kommunen Nicolás Bravo och delstaten Puebla, i den sydöstra delen av landet, 200 km sydost om huvudstaden Mexico City. Santa Ana ligger 1 870 meter över havet och antalet invånare är 440.
Terrängen runt Santa Ana är kuperad åt nordost, men åt sydväst är den platt. Runt Santa Ana är det tätbefolkat, med 442 invånare per kvadratkilometer. Närmaste större samhälle är Tehuacán, 10,4 km söder om Santa Ana. I omgivningarna runt Santa Ana växer huvudsakligen savannskog.